# Восточный сельсовет (Ставропольский край)
Восточный сельсовет — упразднённое сельское поселение в Советском районе Ставропольского края Российской Федерации.
Административный центр — хутор Восточный.

## История
История муниципального образования Восточного сельсовета началась с хутора Восточного, образованного в 1922 году безземельными крестьянами из Вороноцово-Александровского и других близлежащих сёл.
В 1928 году образован Троицкий сельсовет, куда входил хутор Восточный.
В 1932 году на территории х. Восточного и близлежащих хуторов образовался совхоз «Борец» мясо-молочного направления с земельной площадью в 20,3 тыс.га. С увеличением населения в хуторах возникла необходимость образовать в 1936 году при совхозе «Борец» в хуторе Восточном поселковый совет.
В 1955 году в хуторах работали 4 школы, их посещали 112 учеников, имелись два клуба на 95 мест, два медпункта, две бани на шесть мест.
Решением крайисполкома в мае 1968 года Борцовский сельсовет переименован в Борецкий.
В 1970—1990-е годы начинается благоустройство совхозных хуторов в основном за счёт средств государственного бюджета. По утверждённым проектам начали застраиваться коттеджами хутора Восточный и Кононов. Построены основные объекты соцкультбыта: средняя школа, детский сад, восьмилетняя школа на х. Кононов. В хуторах проведены водопроводы с водоразборными колонками, асфальтированы улицы и дороги, газифицированы и телефонизированы дома.
Постановлением главы администрации Ставропольского края от 29 февраля 1996 года № 118 Борецкий сельсовет переименован в Восточный, правопреемником которого и стало ныне существующее муниципальное образование Восточного сельсовета.
Статус и границы сельского поселения установлены Законом Ставропольского края от 4 октября 2004 год № 88-кз «О наделении муниципальных образований Ставропольского края статусом городского, сельского поселения, городского округа, муниципального района».
С 1 мая 2017 года, в соответствии с Законом Ставропольского края от 14 апреля 2017 № 37-кз, все муниципальные образования Советского муниципального района (городское поселение город Зеленокумск, сельские поселения Восточный сельсовет, село Горькая Балка, Нинский сельсовет, село Отказное, Правокумский сельсовет, Солдато-Александровский сельсовет) были преобразованы, путём их объединения, в Советский городской округ.

## Население
| 1989  | 2002  | 2010  | 2011  | 2012  |
| ----- | ----- | ----- | ----- | ----- |
| 1906  | ↗2209 | ↘1876 | ↘1872 | ↘1871 |
| 2013  | 2014  | 2015  | 2016  | 2017  |
| ↘1856 | ↘1818 | ↗1843 | ↗1895 | ↗1913 |

## Состав сельского поселения
До упразднения муниципального образования в состав его территории входили 4 населённых пункта:
| № | Населённый пункт | Тип населённого пункта        | Население |
| - | ---------------- | ----------------------------- | --------- |
| 1 | Восточный        | хутор, административный центр | ↗1300     |
| 2 | Кавказский       | хутор                         | ↘93       |
| 3 | Кононов          | хутор                         | ↗600      |
| 4 | Примерный        | хутор                         | ↘200      |

## Местное самоуправление
Представительный орган — совет муниципального образования Восточного сельсовета, состоит из 9 депутатов, избиранных на муниципальных выборах по многомандатным избирательным округам.
Глава муниципального образования избирается всеобщим голосованием на муниципальных выборах, на пятилетний срок полномочий. 

## Экономика
Основой экономики муниципального образования является сельскохозяйственное производство, которое представлено бюджетообразующим предприятием СПК «Агрофирма „Восточное“».
Торговое обслуживание населения осуществляют пять частных предпринимателей и ООО «Борец».

## Инфраструктура
На территории муниципального образования имеется два муниципальных образовательных учреждения на 470 мест и 192, два дошкольных — на 140 и 95 мест.
Медицинскую помощь населению оказывают врачебная амбулатория «Восточная» и два фельдшерских пункта.
Сфера культуры представлена муниципальным учреждением «Культурно-досуговый центр» с сельской библиотекой. 
На территории хутора Восточного имеется почтовое отделение, отделение связи, газовый участок и участок РЭС.